# Joris Jansen Rapelje
Joris Jansen Rapelje (28 de abril de 1604-21 de febrero de 1662/63) fue miembro del Consejo de los Doce Hombres en la colonia de Nueva Holanda de la Compañía Holandesa de las Indias Occidentales. Él y su esposa Catalina (Catalyntje) Trico (1605-1689) estuvieron entre los primeros pobladores de Nuevos Países Bajos.

## Biografía
Joris Rapelje y Catalina Trico se casaron el 21 de enero de 1624 en la iglesia valona de Ámsterdam. Rapelje, un trabajador textil analfabeto de 19 años cuyo origen se anotó en el registro como 'Valencenne' (Valenciennes, Países Bajos Españoles), y su novia de 18 años, no tenían familia presente para presenciar la ceremonia. Cuatro días después, el 25 de enero, la pareja partió de Ámsterdam con destino a América del Norte. Viajaban a bordo de los primeros barcos para traer inmigrantes y trabajadores a Nueva Holanda.
La familia Rapalje se empleó por primera vez en Fort Orange, en lo que eventualmente se convertiría en Albany. Fort Orange estaba siendo erigido por la Compañía Holandesa de las Indias Occidentales como un puesto comercial en la orilla occidental del río Hudson. Se convirtió en el puesto de avanzada oficial de la compañía en la parte superior del valle de Hudson. Las familias a bordo de estos barcos eran principalmente valones, residentes de habla francesa de Valenciennes, Roubaix, Hainaut y sitios relacionados, ahora en la provincia belga de Valonia y la región francesa de Nord-Pas-de-Calais, pero entonces parte de los Países Bajos españoles.
Para 1626, las autoridades holandesas habían trasladado a la mayoría de los colonos de Fort Orange a Fort Amsterdam en el extremo sur de la isla de Manhattan. Los Rapeljes establecieron una residencia cerca del East River y estuvieron entre los primeros compradores de terrenos en Manhattan, y luego construyeron dos casas en Pearl Street, cerca del Fuerte. En 1637, Rapalje compró alrededor de 1,4 km² alrededor de la bahía de Wallabout en lo que ahora es Brooklyn. Su yerno Hans Hansen Bergen adquirió un gran terreno contiguo al terreno de Rapelje. Hoy el terreno donde se encontraba la finca de los Rapalje es el Astillero Naval de Brooklyn. En 1641, Rapalje fue uno de los miembros del Consejo de los Doce Hombres que representaban a Manhattan, Breukelen y Pavonia. Desde 1655 hasta 1660, fue magistrado de Brooklyn. Murió en Breuckelen, en Nueva Holanda.

## Familia

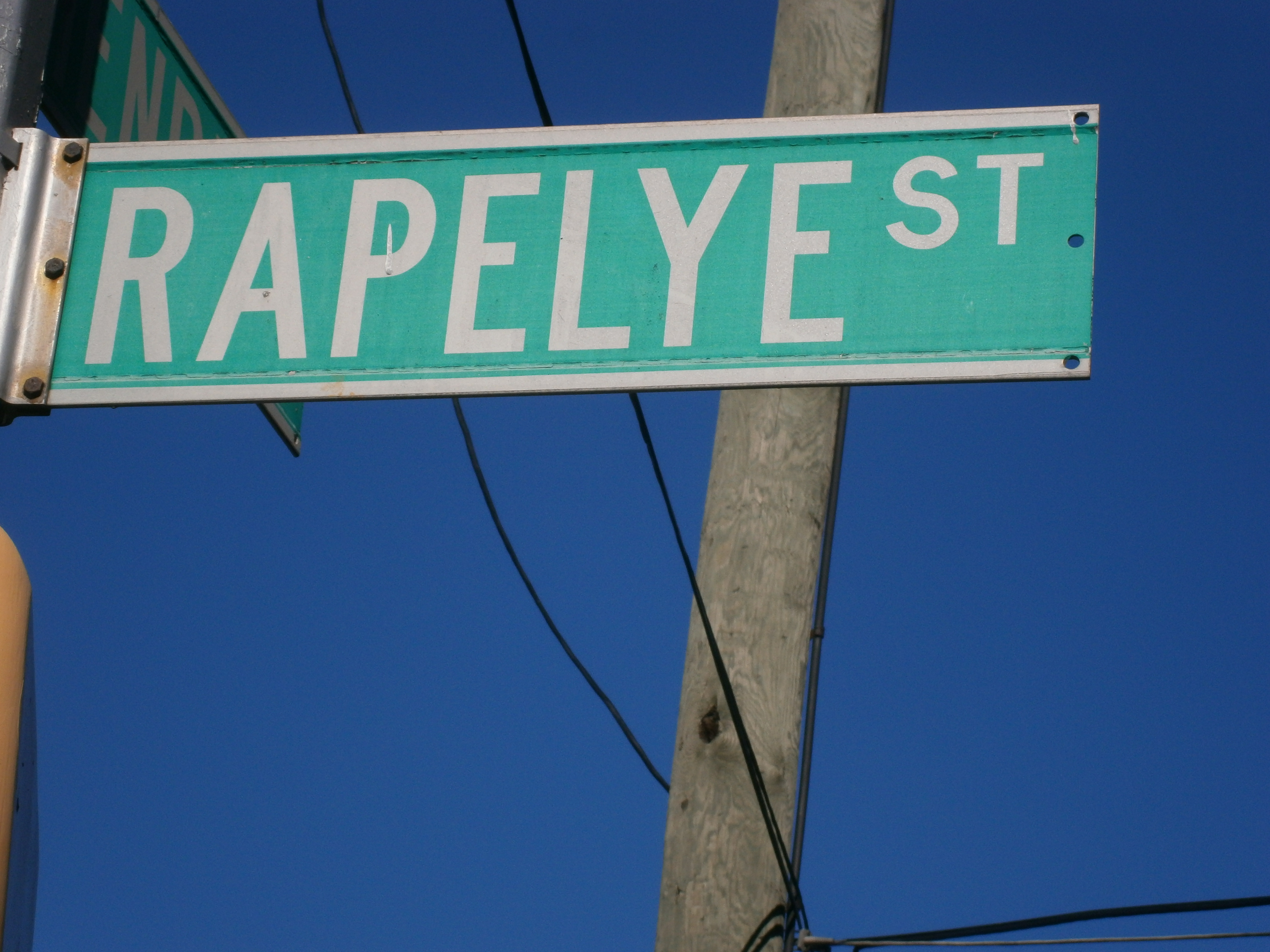
Signo de la calle Rapelye

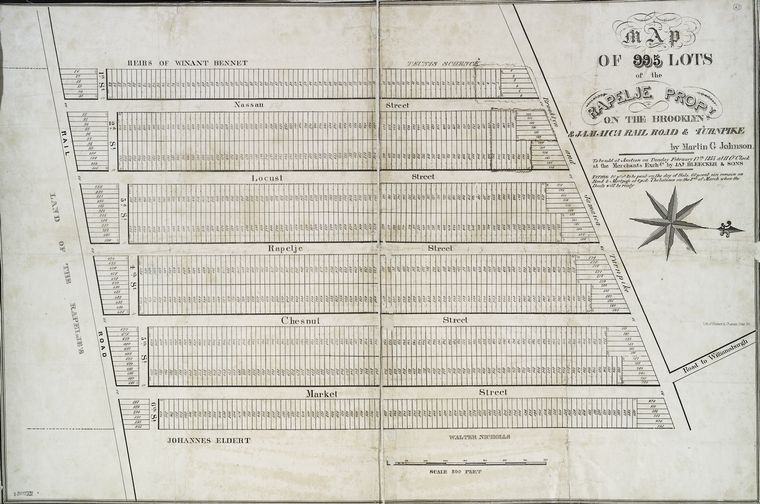
Propiedad de la familia Rapelje, Brooklyn, ca. 1835

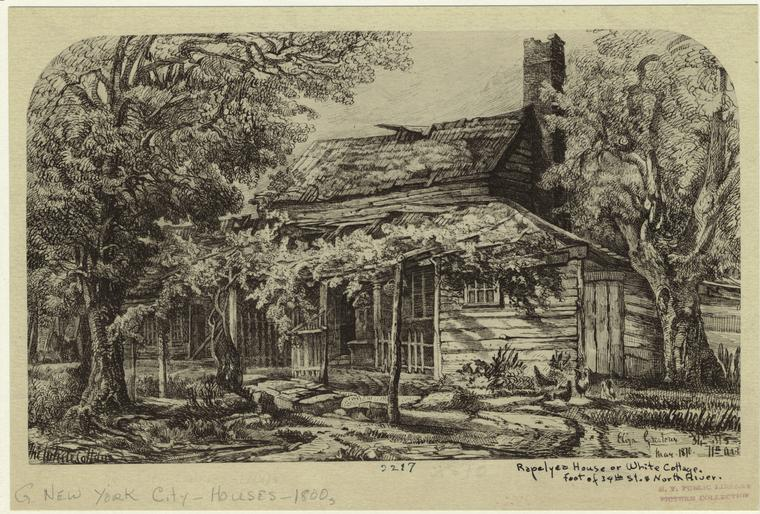
Casa de la familia Rapelje, pie de la calle 34 y del Río Norte. Dibujo por Eliza Pratt Greatorex

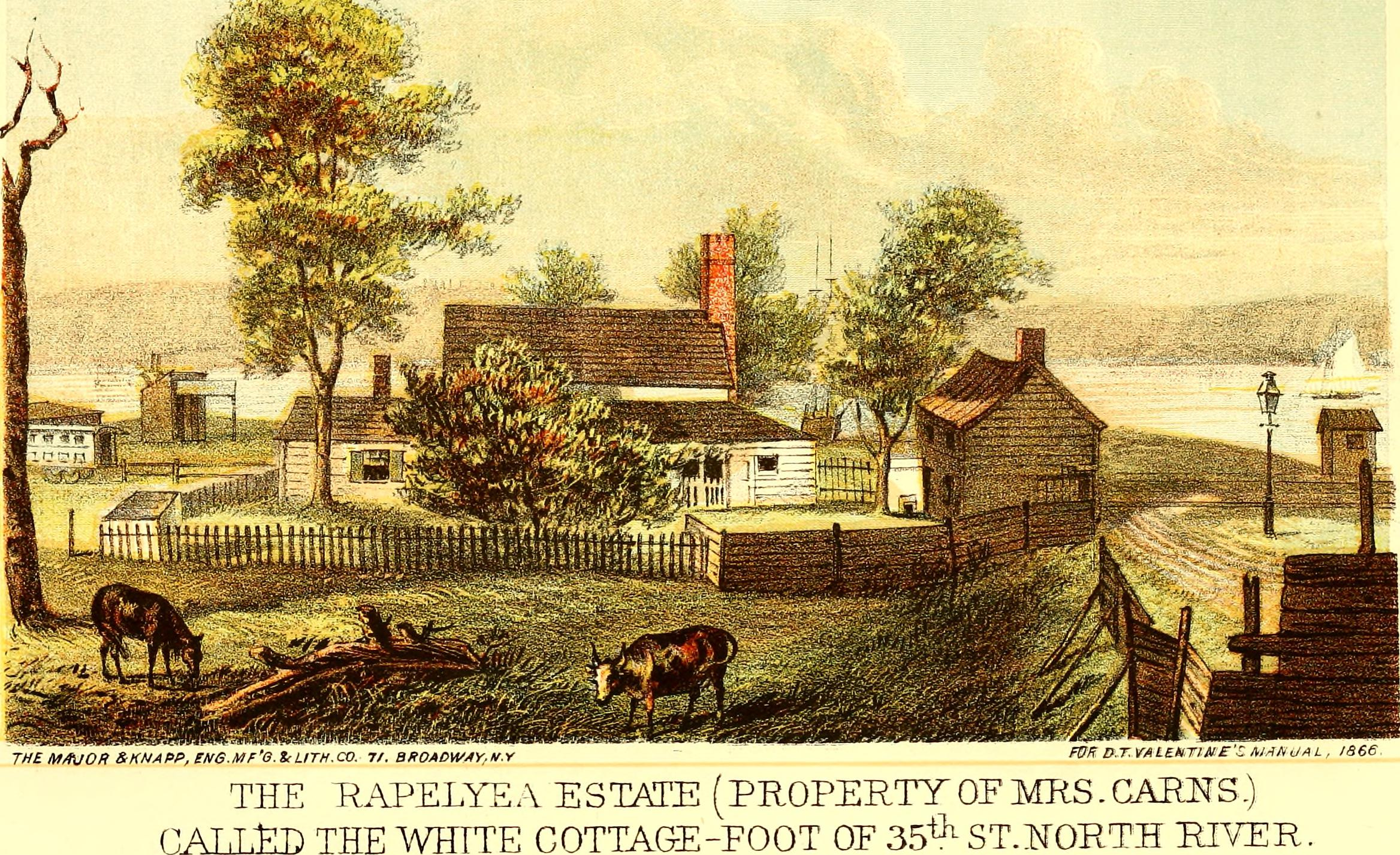
Rapelye Estate, calle 45, North River

Joris Jansen Rapelje y Catalina Trico fueron padres de 11 hijos, incluida Sarah Rapelje, la primera niña de ascendencia europea nacida en Nuevos Países Bajos. La silla de Sarah Rapelje está en la colección del Museo de la Ciudad de Nueva York y se cree que la familia la trajo a Nueva Holanda.
Su hija Annetje se casó con Martin Ryerson; tuvieron muchos hijos, incluida Cathalyntie, que se casó con Paulus Vanderbeek, nieto del maestro Paulus Vanderbeeck, un cirujano de barcos DWIC y el primer médico residente de Brooklyn (que también se registró en los registros judiciales de 1645 por haber derribado a Catalina Trico).
Su hija Jannetje se casó con otro Vanderbeek; Rem Jansen Vanderbeek, cuyos descendientes tomaron el nombre de Remsen y se convirtió en una importante familia mercante de Nueva York.
Debido al número de sus descendientes, el autor Russell Shorto ha llamado a Joris Jansen y su esposa Catalina "Adán y Eva" de Nueva Holanda, ya que el número de sus descendientes se ha estimado en alrededor de un millón.
La calle Rapelye de Brooklyn lleva el nombre de la familia. La ortografía del apellido Rapelje varió a lo largo de los años para incluir Rapelye, Rapalje, Rapareilliet, Raparlié, Rapalyea, Raplee, Rapelyea, Rapeleye, Rappleyea, entre otros.
Rapelje lleva el nombre de un descendiente de familia, J. M. Rapelje, gerente general y vicepresidente de Northern Pacific Railway.
Otro descendiente de la familia, el capitán Daniel Rapelje, fundó el asentamiento que se convirtió en Saint Thomas.